# Walter Rantasa
Walter Rantasa (* 14. Februar 1966 in Wien) ist ein ehemaliger österreichischer Ruderer. Der vierfache Weltmeister gehört zu den erfolgreichsten Ruderern seines Landes. Er errang seine Erfolge hauptsächlich in der Bootsklasse Leichtgewichts-Doppelzweier und Leichtgewichts-Doppelvierer. Er ruderte gemeinsam mit Christoph Schmölzer.
Bei den Olympischen Sommerspielen 1996 erreichte er den 5. Rang.
Rantasa ist derzeit stellvertretender Leiter des IKEA-Einrichtungshauses in Graz. Im Österreichischen Ruderverband war er in den Jahren 2001–2003 Sportdirektor.
Rantasa ist geschieden und hat drei Kinder aus dieser Ehe. Mit seiner neuen Lebensgefährtin hat er im April 2014 einen Sohn bekommen.